# 山歌寥哉
《山歌寥哉》是中国大陆歌手刀郎在2023年7月19日发行的国语专辑，共收录了11首歌曲。其中的《罗刹海市》一曲经过中国大陆地区各类社交软件平台的推广，引起广泛讨论和众多解读。有大陆媒体称，截至2023年7月30日18时，其全球网络播放量达到80亿次，超越南韩歌手PSY创作的《江南Style》在YouTube的40多亿播放量，但是吉尼斯世界紀錄的官方微博加以澄清。在2023年7月中下旬至8月上旬，此歌曲在中国大陆地区被各类自媒体广泛宣传时，出现了许多谣言，例如“刀郎新歌被用于杭州亚运会主题曲”、“张艺谋将为刀郎新歌拍摄电影”、“刀郎销量吊打周杰伦”、“刀郎破世界记录”等等。

## 專輯資料
《山歌寥哉》中的「寥哉」，取自清代小說家蒲松齡《聊齋》系列小說的諧音，專輯11首歌曲的歌名和歌詞亦大多取材自蒲松齡的小說文本。專輯將聊斋文本和山歌結合，尝试构建流行音乐与民间传统文化共生共存的音乐生态。為了創作本專輯，刀郎看了大量的文献和纪录片，也参考了郝雷、梁学华、董大伟等专业人士的很多意见。

## 羅剎海市
《山歌寥哉》中的《羅剎海市》的歌詞是取材自《聊齋》同名短篇小說《羅刹海市》上半部的故事，歌詞中的馬驥也是《羅刹海市》中的主人翁，歌詞內容主要批判「黑白顛倒」、「美醜不分」的現實；歌词结尾提及奥地利哲学家维特根斯坦，该哲学家曾说「凡能够说的，都能够说清楚；凡不能谈论的，就应该保持沉默。」由此隐喻「是非不分」的世界样貌是人类根本的问题。

## 曲目
| CD   | CD                  | CD   |
| 曲序 | 曲目                | 时长 |
| ---- | ------------------- | ---- |
| 1.   | 序曲                | 4:41 |
| 2.   | 罗刹海市            | 5:32 |
| 3.   | 花妖                | 4:35 |
| 4.   | 镜听                | 4:15 |
| 5.   | 路南柯              | 4:48 |
| 6.   | 颠倒歌              | 3:38 |
| 7.   | 画壁                | 4:10 |
| 8.   | 珠儿                | 4:10 |
| 9.   | 翩翩                | 4:32 |
| 10.  | 画皮                | 4:46 |
| 11.  | 未來的底片          | 4:50 |
| 12.  | 序曲 - 伴奏版       | 4:44 |
| 13.  | 罗刹海市 - 伴奏版   | 5:32 |
| 14.  | 花妖 - 伴奏版       | 4:43 |
| 15.  | 镜听 - 伴奏版       | 4:36 |
| 16.  | 路南柯 - 伴奏版     | 4:42 |
| 17.  | 颠倒歌 - 伴奏版     | 3:38 |
| 18.  | 画壁 - 伴奏版       | 4:29 |
| 19.  | 珠儿 - 伴奏版       | 4:17 |
| 20.  | 翩翩 - 伴奏版       | 4:45 |
| 21.  | 画皮 - 伴奏版       | 4:49 |
| 22.  | 未來的底片 - 伴奏版 | 4:50 |